# Kuzumaki
Kuzumaki (葛巻町, Kuzumaki-machi) est un bourg du district d'Iwate, situé dans la préfecture d'Iwate, au Japon.

## Géographie

### Démographie
Au 1er septembre 2015, la population de Kuzumaki s'élevait à 6 445 habitants répartis sur une superficie de 434,96 km2.